# Henri Smadja
Pour les articles homonymes, voir Smadja.
Henri Smadja, né le 13 juillet 1897 à Oran (Algérie) et mort le 15 juillet 1974 dans le 16e arrondissement de Paris, est un homme d’affaires et un patron de presse franco-tunisien.

## Biographie
Médecin et entrepreneur de travaux publics issu d'une famille juive tunisienne, Henri Smadja se lance dans la presse en 1936 à Tunis et fonde le quotidien La Presse de Tunisie. En 1947, il rachète 50 % du quotidien Combat, dont il devient rapidement le propriétaire exclusif et remplace, en février 1950, Claude Bourdet comme codirecteur. Il reste à la tête du journal jusqu'à son suicide en 1974.
Philippe Tesson, rédacteur en chef de Combat de 1960 à 1974, le décrit sans aménité : « C’était un juif tunisien qui ne savait pas s’exprimer. Avant moi, il avait eu Louis Pauwels pour scribe. » L'arrivée d'Henri Smadja aux rênes du quotidien n'est pas sans susciter de réactions de la part de l'équipe rédactionnelle : « L’image de Combat était alors une image de gauche, contrariée depuis 1946 par l’absence d’un dépositaire légitime à sa tête. Car après Camus, c’est n’importe quoi. Bien sûr, l’arrivée de Smadja, cet aventurier dont la philosophie n’avait rien à voir avec celle de Camus, n’a rien arrangé. »
Henri Smadja est l'un des oncles d'Isabelle Balkany.